# 蒜山インターチェンジ
蒜山インターチェンジ（ひるぜんインターチェンジ）は、岡山県真庭市蒜山西茅部の米子自動車道のインターチェンジである。
ここから、落合方面は片側2車線に、米子方面は暫定2車線となる。

## 道路
- E73 米子自動車道（3番）

## 接続する道路
- 国道482号

## 周辺
- 蒜山高原

## 備考
計画当初の仮称は当時の村名の川上村を冠した川上インターチェンジだった。米子道で唯一、仮称が正式名称にならなかったインターチェンジとなった。

## 隣
E73 米子自動車道
(2) 湯原IC/BS  - 二川BS - 蒜山高原SA - (3) 蒜山IC - (4) 江府IC/BS